# Sommerschield

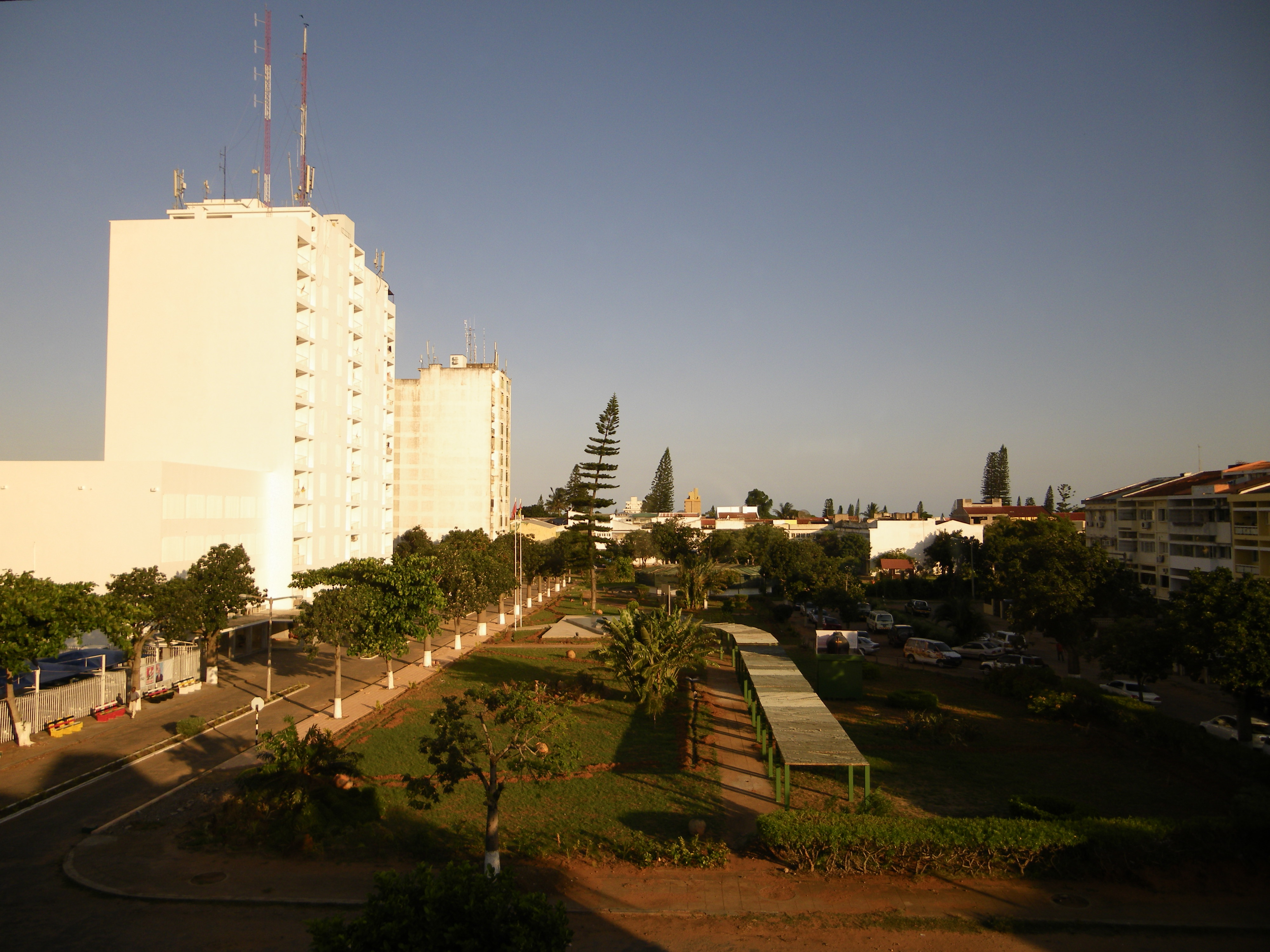
Sommerschield

Sommerschield é um bairro de Maputo, capital de Moçambique. Está situado no distrito municipal de KaMpfumo.
Juntamente com a Polana, é considerado um bairro nobre dentro da cidade, onde reside a população com os maiores rendimentos. Concentra a maior parte das embaixadas na cidade. Em 1994, a densidade populacional no bairro era inferior a 93 hab/ha.

## História
O bairro foi nomeado a partir do médico norueguês Oscar Somerschield, o qual havia andado pela África do Sul e pela África Central antes de se instalar como concessionário de uma grande gleba de terras da então Lourenço Marques (hoje Maputo). Ele se tornou proprietário de uma quinta que foi batizada com o seu apelido de família e nela estabeleceu sua residência e clínica particular. A casa da Quinta de Somerschield, situada nas proximidades da Ponta Vermelha, acabou atalhoada e as terras da concessão, vendidas por Somerschield para a Delagoa Bay Lands Syndicate, Ltda. em 1903. Posteriormente, ocorreram as obras de parcelamento e urbanização que deram origem a um bairro residencial a partir de 1960.

## Áreas verdes
Das áreas verdes de Sommerschield as mais expressivas são: o Parque dos Continuadores, onde é realizada a FEIMA - Feira de Artesanato, Flores e Gastronomia de Maputo, e o Jardim dos Cronistas.